# Craig Goodwin
Craig Goodwin (Adelaide, 1991. december 16. –) ausztrál válogatott labdarúgó, a szaúdi el-Vahda csatárja.

## Pályafutása

### Klubcsapatokban
Goodwin az ausztráliai Adelaide városában született. Az ifjúsági pályafutását a helyi Adelaide Raiders akadémiájánál kezdte.
2009-ben mutatkozott be az Adelaide Raiders felnőtt keretében. 2011-ben a Oakleigh Cannons, majd 2012-ben az első osztályban szereplő Melbourne City szerződtette. 2012-ben a Newcastle Jetshez, míg 2014-ben az Adelaide Unitedhez igazolt. 2016-ban a holland első osztályban érdekelt Sparta Rotterdamhoz írt alá. 2018-ban visszatért az Adelaide Unitedhez. 2019-ben a szaúdi el-Vahdához, majd 2020-ban az Abhához csatlakozott. 2021 és 2022 között az Adelaide United csapatát erősítette kölcsönben. 2022. július 21-én hároméves szerződést kötött az Adelaide United együttesével. Először a 2022. október 9-ei, Wellington Phoenix ellen 1–1-es döntetlennel zárult mérkőzés 57. percében, Harry Van der Saag cseréjeként lépett pályára. Első gólját 2022. október 30-án, a Perth Glory ellen hazai pályán 2–1-es győzelemmel zárult találkozón szerezte meg. 2023. szeptember 7-én visszatért a szaúd el-Vahdához.

### A válogatottban
2013-ban debütált az ausztrál válogatottban. Először a 2013. július 25-ei, Japán ellen 3–2-re elvesztett mérkőzés 88. percében, Matt McKayt váltva lépett pályára. Első válogatott gólját 2022. január 27-én, Vietnám ellen 4–0-ás győzelemmel zárult VB-selejtezőn szerezte meg.

## Statisztikák
2024. augusztus 28. szerint

| Klub             | Szezon   | Osztály                    | Bajnokság | Bajnokság | Kupa  | Kupa | Nemzetközi | Nemzetközi | Összesen | Összesen |
| Klub             | Szezon   | Osztály                    | Meccs     | Gól       | Meccs | Gól  | Meccs      | Gól        | Meccs    | Gól      |
| ---------------- | -------- | -------------------------- | --------- | --------- | ----- | ---- | ---------- | ---------- | -------- | -------- |
| Melbourne City   | 2011–12  | A-League                   | 4         | 0         | 0     | 0    | —          | —          | 4        | 0        |
| Newcastle Jets   | 2012–13  | A-League                   | 25        | 3         | 0     | 0    | —          | —          | 25       | 3        |
| Newcastle Jets   | 2013–14  | A-League                   | 18        | 2         | 0     | 0    | —          | —          | 18       | 2        |
| Adelaide United  | 2014–15  | A-League                   | 29        | 6         | 0     | 0    | —          | —          | 29       | 6        |
| Adelaide United  | 2015–16  | A-League                   | 26        | 4         | 2     | 0    | 1          | 0          | 29       | 4        |
| Sparta Rotterdam | 2016–17  | Eredivisie                 | 27        | 4         | 3     | 0    | —          | —          | 30       | 4        |
| Sparta Rotterdam | 2017–18  | Eredivisie                 | 20        | 2         | 0     | 0    | —          | —          | 20       | 2        |
| Adelaide United  | 2018–19  | A-League                   | 29        | 10        | 4     | 5    | —          | —          | 33       | 15       |
| el-Vahda         | 2019–20  | Szaúdi Professional League | 29        | 4         | 1     | 0    | —          | —          | 30       | 4        |
| Abhá             | 2020–21  | Szaúdi Professional League | 16        | 2         | 2     | 0    | —          | —          | 18       | 2        |
| Adelaide United  | 2020–21  | A-League                   | 18        | 8         | 0     | 0    | —          | —          | 18       | 8        |
| Adelaide United  | 2021–22  | A-League                   | 27        | 10        | 1     | 1    | —          | —          | 28       | 11       |
| Adelaide United  | 2022–23  | A-League                   | 28        | 15        | 0     | 0    | —          | —          | 28       | 15       |
| Adelaide United  | 2023–24  | A-League                   | 0         | 0         | 2     | 1    | —          | —          | 2        | 1        |
| el-Vahda         | 2023–24  | Szaúdi Professional League | 22        | 6         | 1     | 0    | —          | —          | 23       | 6        |
| el-Vahda         | 2024–25  | Szaúdi Professional League | 2         | 2         | 0     | 0    | —          | —          | 2        | 2        |
| Összesen         | Összesen | Összesen                   | 320       | 78        | 16    | 7    | 1          | 0          | 337      | 85       |

### A válogatottban
| Válogatott | Év       | Pályára lépés | Gól |
| ---------- | -------- | ------------- | --- |
| Ausztrália | 2013     | 2             | 0   |
| Ausztrália | 2016     | 1             | 0   |
| Ausztrália | 2019     | 2             | 0   |
| Ausztrália | 2022     | 9             | 2   |
| Ausztrália | 2023     | 6             | 0   |
| Ausztrália | 2024     | 6             | 4   |
| Összesen   | Összesen | 26            | 6   |

#### Góljai a válogatottban
| # | Időpont            | Helyszín                                             | Ellenfél      | Gólok | Eredmény   | Kiírás               |
| - | ------------------ | ---------------------------------------------------- | ------------- | ----- | ---------- | -------------------- |
| 1 | 2022. január 27.   | Melbourne Rectangular Stadion, Melbourne, Ausztrália | Vietnám       | 3–0   | 4–0        | 2022-es VB-selejtező |
| 2 | 2022. november 22. | El-Dzsanúb Stadion, Al-Vakra, Katar                  | Franciaország | 1–0   | 1–4        | 2022-es VB           |
| 3 | 2024. január 28.   | Dzsaszim bin Hamád Stadion, Al-Rajján, Katar         | Indonézia     | 3–0   | 4–0        | 2023-as Ázsia-kupa   |
| 4 | 2024. február 2.   | El-Dzsanúb Stadion, Al-Vakra, Katar                  | Dél-Korea     | 1–0   | 1–2 (h.u.) | 2023-as Ázsia-kupa   |
| 5 | 2024. március 26.  | Canberra Stadion, Canberra, Ausztrália               | Libanon       | 3–0   | 5–0        | 2026-os VB-selejtező |
| 6 | 2024. március 26.  | Canberra Stadion, Canberra, Ausztrália               | Libanon       | 5–0   | 5–0        | 2026-os VB-selejtező |

## Sikerei, díjai
Adelaide United
- A-League
  - Bajnok (1): 2015–16

- Ausztrál Kupa
  - Győztes (2): 2014, 2018